# Нікіфоровська (Федорогорське сільське поселення)
Нікіфоровська (рос. Никифоровская) — присілок в Шенкурському районі Архангельської області Російської Федерації.
Населення становить 742 особи. Входить до складу муніципального утворення Федорогорське муніципальне утворення.

## Історія
Від 1937 року належить до Архангельської області.
Від 2004 року належить до муніципального утворення Федорогорське муніципальне утворення.

## Населення
1. Н/Д[3]